# Разлом Сан-Андреас (фильм)
«Разлом Сан-Андреас» (англ. San Andreas) — фильм-катастрофа режиссёра Брэда Пейтона в формате 3D. В главных ролях — Дуэйн Джонсон, Карла Гуджино и Александра Даддарио. Премьера в США состоялась 29 мая 2015 года, в России — 28 мая.

## Сюжет
Рэймонд Гейнс — пилот вертолёта Bell 412 пожарной охраны Лос-Анджелеса. Он переживает развод со своей женой Эммой. Одной из причин развода является трагическая гибель их дочери Мэлори во время рафтинга, в которой Рэй винит себя. Вторая его дочь Блэйк, планируя поступить в колледж, отправляется из Лос-Анджелеса в Сан-Франциско на частном самолёте бойфренда матери — Дэниэла Риддика.
Тем временем сейсмолог Лоуренс Хейс и его помощник Ким Парк, занимающиеся предсказанием землетрясений, близки к прорыву в своих исследованиях. Как раз в этот момент на плотине Гувера регистрируют сильный подземный толчок, и сооружение оказывается уничтожено. В результате обрушения дамбы погибает Ким, а чудом спасшийся Хейс передаёт предупреждение о том, что в разломе Сан-Андреас началось опасное тектоническое движение. Затем мощным землетрясением оказывается разрушен Лос-Анджелес. Рэй, прилетев на вертолёте, успевает спасти Эмму с крыши разрушающегося здания. Он получает звонок от Блэйк о том, что она в Сан-Франциско застряла на обвалившейся подземной парковке внутри автомобиля. Затем связь прерывается. Дэниэл бросает девушку на произвол судьбы, но её спасают братья Бен и Олли Тейлоры.
Рэй и Эмма отправляются в Сан-Франциско. По дороге вертолёт выходит из строя, и они, совершив аварийную посадку на парковку, пробив витрину торгового центра в районе Бейкерсфилда, продолжают путь, забрав автомобиль у мародёров. Путь преграждает колоссальный разлом в земле, и до города они добираются, найдя самолёт. Место встречи, которое предложил дочери Рэй, оказывается недоступно, и он предполагает, что Блэйк будет ждать его в одном из небоскрёбов. Доктор Хейс предсказывает, что подземная стихия затронет весь штат, и следующие толчки разрушат Сан-Франциско. Один из студентов Хейса взламывает сеть телевизионной компании, и доктору с помощью журналистки удаётся передать предупреждение об эвакуации в эфир. Землетрясение магнитудой 9,6 практически полностью разрушает город. Цунами сносит мост Золотые ворота и довершает гибель города. Рэй и Эмма на катере, объезжая город, находят Блейк и братьев Тейлор внутри одного из зданий. Нырнув внутрь, Рэй добирается до дочери и выносит её на поверхность. Спасённые герои покидают город на катере и добираются до временного лагеря для выживших.

## В ролях
| Актёр               | Роль                   |
| ------------------- | ---------------------- |
| Дуэйн Джонсон       | Рэй Гейнс              |
| Карла Гуджино       | Эмма Гейнс             |
| Александра Даддарио | Блейк Гейнс            |
| Йоан Гриффит        | Дэниел Риддик          |
| Арчи Панджаби       | Серена Джонсон         |
| Пол Джаматти        | сейсмолог Лоуренс Хейз |
| Хьюго Джонстон-Барт | Бен Тейлор             |
| Арт Паркинсон       | Олли Тейлор            |
| Уилл Юн Ли          | доктор Ким Парк        |
| Кайли Миноуг        | Сьюзан Риддик          |
| Алек Утгофф         | Алексей                |
| Тодд Уильямс        | Маркус Кроулингс       |
| Колтон Хэйнс        | Джоби                  |
| Мэтт Джеральд       | Харрисон               |
| Морган Гриффин      | Натали                 |
| Бриэнн Хилл         | официантка Лариса      |

## Создание
1 декабря 2011 года было объявлено, что New Line Cinema разрабатывает фильм-катастрофу о землетрясении «San Andreas: 3D» по сценарию Джереми Пассмора и Андре Фабрицио. Аллан Лоб дорабатывал сценарий. Спродюсировал 100-миллионный 3D-фильм Бо Флинн. 5 июня 2012 студия стала рассматривать Брэда Пейтона в качестве режиссёра фильма. 18 июля 2012 New Line Cinema обратилась к Карлтону Кьюзу, чтобы он переписал сценарий. 18 июля 2013 студия привлекла Кэрри и Чад Хэйеса для ещё одного переписывания сценария. 17 декабря 2013 Variety сообщил, что фильм-катастрофа будет сниматься на киностудии Village Roadshow Studios в Голд-Косте, Австралия. Производством занимается New Line Cinema и Village Roadshow Pictures, совместно с Flynn Picture Company.
14 октября 2013 года Дуэйн Джонсон согласился сыграть в «Разломе Сан-Андреас» главную роль — пилота вертолёта, ищущего свою дочь после землетрясения. 4 февраля 2014 Александра Даддарио получила роль в фильме. В марте к актёрскому составу присоединились Карла Гуджино и Арт Паркинсон. В апреле стало известно, что в фильме также сыграют Арчи Панджаби, Тодд Уильямс, Колтон Хэйнс и Йоан Гриффит.
Съёмки начались в апреле 2014 года в Квинсленде. Места съёмок также включали в себя Ипсуич, Брисбен, Лос-Анджелес, Бейкерсфилд и Сан-Франциско.